# José María Rodríguez de Losada
José María Rodríguez de Losada (Sevilla, 1826 – Jerez de la Frontera, 2 de abril de 1896) fue un pintor español historicista, costumbrista, de temas religiosos y retratista, caballero de la Orden de Santiago y académico correspondiente de la Real Academia de Bellas Artes de San Fernando de Madrid.

## Premios y distinciones
- Medalla de Plata de Carlos III en la Exposición de Pintura de Sevilla en 1843
- Mención de Honor en las Exposiciones Nacionales de Bellas Artes de 1858 y 1867
- Primeros Premios de en las Exposiciones de la Academia de Bellas Artes Santa Isabel de Hungría, Sevilla, de 1854 y 1856
- Primer Premio de la Exposición de la Sociedad de Amigos del País, 1858

## Galería
|                                |
| La Magdalena en oración (1870) |

|                                            |
| Don Rodrigo Calderón en el tormento (1865) |

|                                            |
| Entrada del Rey Fernando en Córdoba (1872) |

|                                                           |
| Colecta para sepultar el cadáver de Álvaro de Luna (1866) |